# Un profil pour deux
Un profil pour deux (bra: Um Perfil para Dois; prt: Dois É Demais... Ou Talvez Não!; usa: Mr. Stein Goes Online) é uma comédia cinematográfica francesa de 2017 dirigida por Stéphane Robelin.

## Elenco
- Pierre Richard - Pierre Stein
- Yaniss Lespert [fr] - Alex
- Fanny Valette [fr] - Flora
- Stéphane Bissot [fr] - Sylvie
- Stéphanie Crayencour - Juliette
- Gustave Kervern [fr] - Bernard
- Macha Méril [fr] - Marie
- Anna Bederke [fr] - Madeleine

## Recepção
No agregador de críticas Rotten Tomatoes, o filme tem um índice de aprovação de 44%, baseado em 9 críticas com uma classificação média de 5,2/10.